# Обуховский сквер (Ташкент)
Обуховский сквер — сквер в Ташкенте на Кашгарке, расположенный на перекрёстке улиц Лахути (ранее улица Обуха) и улицы Демьяна Бедного.
Сквер был разбит вокруг братской могилы русских воинов, погибших при первом неудачном штурме Ташкента генералом Черняевым в октябре 1864 года.
В 1900-х годах над могилой погибших был сооружён памятник по проекту ташкентского архитектора Н. Ф. Ульянова. Он представлял собой каменный пилон на ступенчатом основании, увенчанный небольшим железным крестом. На каждой грани пилона в нишах помещалось по две доски с надписями. Памятник окружала цепь, натянутая между восемью вкопанными пушками.
Памятник был уничтожен по решению советских властей в октябре 1918 года.
После землетрясения 1966 года этот район города был перестроен, и сквер в настоящее время не сохранился. В настоящее время в этом месте проходит улица А.Навои.